# Football Club Sporting Benevento 2000-2001
Questa voce raccoglie le informazioni riguardanti il Football Club Sporting Benevento nelle competizioni ufficiali della stagione 2000-2001.

## Rosa
| N. |                   | Ruolo | Calciatore          |
| -- | ----------------- | ----- | ------------------- |
|    | Italia (bandiera) | A     | Sossio Aruta        |
|    | Italia (bandiera) | A     | Mario Bonfiglio     |
|    | Italia (bandiera) | C     | Raffaele Boscia     |
|    | Italia (bandiera) | C     | Umberto Calcagno    |
|    | Italia (bandiera) | D     | Ciro Caruso         |
|    | Italia (bandiera) | D     | Giovanni Caterino   |
|    | Italia (bandiera) | D     | Roberto Cocca       |
|    | Italia (bandiera) | A     | Aniello Cutolo      |
|    | Italia (bandiera) | A     | Gianluca De Angelis |
|    | Italia (bandiera) | P     | Emiliano Dei (I)    |
|    | Italia (bandiera) | D     | Tommasi Dei (II)    |
|    | Italia (bandiera) | C     | Domenico De Simone  |
|    | Italia (bandiera) | P     | Crescenzo De Vito   |
|    | Italia (bandiera) | D     | Gianluca Di Giulio  |
|    | Italia (bandiera) | P     | Patrizio Fimiani    |
|    | Italia (bandiera) | D     | Andrea Gennari      |

| N. |                   | Ruolo | Calciatore          |
| -- | ----------------- | ----- | ------------------- |
|    | Italia (bandiera) | C     | Marco Giustaniano   |
|    | Italia (bandiera) | P     | Roberto Izzo        |
|    | Italia (bandiera) | D     | Nicola Lo Calzo     |
|    | Italia (bandiera) | C     | Carlo Luisi         |
|    | Italia (bandiera) | D     | Luigi Malafronte    |
|    | Italia (bandiera) | C     | Gianluca Mandato    |
|    | Italia (bandiera) | C     | Alessandro Manni    |
|    | Italia (bandiera) | D     | Pietro Mariani      |
|    | Italia (bandiera) | D     | Stefano Mastroianni |
|    | Italia (bandiera) | A     | Luca Pellegrini     |
|    | Italia (bandiera) | C     | Giuseppe Petitto    |
|    | Italia (bandiera) | C     | Giovanni Piemonte   |
|    | Italia (bandiera) | D     | Massimiliano Russo  |
|    | Italia (bandiera) | C     | Vincenzo Santini    |
|    | Italia (bandiera) | P     | Luigi Sassanelli    |
|    | Italia (bandiera) | D     | Davide Zoboli       |

## Risultati

### Campionato

#### Girone di andata
| 3 settembre 2000 1ª giornata | L'Aquila | 3 – 1 | Sporting Benevento |  |

| 10 settembre 2000 2ª giornata | Sporting Benevento | 3 – 2 | Castel di Sangro |  |

| 17 settembre 2000 3ª giornata | Lodigiani | 1 – 2 | Sporting Benevento |  |

| 24 settembre 2000 4ª giornata | Sporting Benevento | 1 – 3 | Fermana |  |

| 1º ottobre 2000 5ª giornata | Sporting Benevento | 5 – 4 | Savoia |  |

| 8 ottobre 2000 6ª giornata | Palermo | 2 – 0 | Sporting Benevento |  |

| 15 ottobre 2000 7ª giornata | Sporting Benevento | 0 – 0 | Torres |  |

| 22 ottobre 2000 8ª giornata | Vis Pesaro | 3 – 1 | Sporting Benevento |  |

| 29 ottobre 2000 9ª giornata | Sporting Benevento | 1 – 1 | Avellino |  |

| 5 novembre 2000 10ª giornata | Giulianova | 3 – 3 | Sporting Benevento |  |

| 19 novembre 2000 11ª giornata | Messina | 3 – 1 | Sporting Benevento |  |

| 26 novembre 2000 12ª giornata | Sporting Benevento | 1 – 1 | Ascoli |  |

| 3 dicembre 2000 13ª giornata | Catania | 0 – 0 | Sporting Benevento |  |

| 10 dicembre 2000 14ª giornata | Sporting Benevento | 1 – 1 | Nocerina |  |

| 17 dicembre 2000 15ª giornata | Viterbese | 1 – 1 | Sporting Benevento |  |

| 23 dicembre 2000 16ª giornata | Sporting Benevento | 1 – 1 | Atletico Catania |  |

| 7 gennaio 2001 17ª giornata | Fidelis Andria | 1 – 1 | Sporting Benevento |  |

#### Girone di ritorno
| 14 gennaio 2001 18ª giornata | Sporting Benevento | 2 – 1 | L'Aquila |  |

| 21 gennaio 2001 19ª giornata | Castel di Sangro | 3 – 0 | Sporting Benevento |  |

| 28 gennaio 2001 20ª giornata | Sporting Benevento | 1 – 0 | Lodigiani |  |

| 4 febbraio 2001 21ª giornata | Fermana | 4 – 0 | Sporting Benevento |  |

| 11 febbraio 2001 22ª giornata | Intersavoia | 2 – 1 | Sporting Benevento |  |

| 18 febbraio 2001 23ª giornata | Sporting Benevento | 1 – 0 | Palermo |  |

| 25 febbraio 2001 24ª giornata | Torres | 1 – 0 | Sporting Benevento |  |

| 4 marzo 2001 25ª giornata | Sporting Benevento | 1 – 0 | Vis Pesaro |  |

| 11 marzo 2001 26ª giornata | Avellino | 0 – 0 | Sporting Benevento |  |

| 18 marzo 2001 27ª giornata | Sporting Benevento | 0 – 3 | Giulianova |  |

| 25 marzo 2001 28ª giornata | Sporting Benevento | 0 – 1 | Messina |  |

| 8 aprile 2001 29ª giornata | Ascoli | 2 – 2 | Sporting Benevento |  |

| 14 aprile 2001 30ª giornata | Sporting Benevento | 2 – 3 | Catania |  |

| 22 aprile 2001 31ª giornata | Nocerina | 0 – 2 | Sporting Benevento |  |

| 29 aprile 2001 32ª giornata | Sporting Benevento | 3 – 1 | Viterbese |  |

| 6 maggio 2001 33ª giornata | Atletico Catania 3000 | 1 – 1 | Sporting Benevento |  |

| 13 maggio 2001 34ª giornata | Sporting Benevento | 2 – 1 | Fidelis Andria |  |